# Un rude cow-boy
Pour plus de détails, voir Fiche technique et Distribution.
Un rude cow-boy (The Dude Ranger) est un film américain réalisé par Edward F. Cline, sorti en 1934.

## Fiche technique
- Titre original : The Dude Ranger
- Titre français : Un rude cow-boy
- Réalisation : Edward F. Cline
- Scénario : Barry Barringer (en) et Zane Grey
- Photographie : Frank B. Good (en)
- Montage : W. Donn Hayes (en)
- Pays d'origine : États-Unis
- Format : Noir et blanc - 1,37:1
- Genre : western
- Date de sortie : 1934

## Distribution
- George O'Brien : Ernest Selby alias Dude Howard
- Irene Hervey : Anne Hepburn
- LeRoy Mason : Dale Hyslip
- Syd Saylor : Nebraska Kemp
- Henry Hall : Sam Hepburn
- James Mason : Hawk Stevens
- Sid Jordan : Dunn
- Lloyd Ingraham : John Beckett

Acteurs non crédités
- Frank Brownlee : shérif
- Earl Dwire : passager du train
- John Ince : banquier
- Si Jenks : ivrogne
- Murdock MacQuarrie : Doc Welsh
- Merrill McCormick : un client de la banque
- Lafe McKee : Al
- Slim Whitaker : un vacher
- Vester Pegg
- Hank Bell